# نماء القلب
يشير تماء القلب (المعروف أيضًا باسم تخلق القلب) إلى تطور القلب في مرحلة النماء السابق للولادة. يبدأ هذا الأمر بتكون أنبوبين شغافيين يندمجان ليشكلا القلب الأنبوبي، الذي يسمى أيضًا أنبوب القلب البدائي. يعد القلب أول عضو وظيفي لدى أجنة الفقاريات، ولدى الإنسان، وينبض تلقائيًا في الأسبوع الرابع من التطور.
يتمايز القلب الأنبوبي بسرعة إلى الجذع الشرياني، والبصلة القلبية، والبطين البدائي، والأذين البدائي، والجيوب الوريدية. ينقسم الجذع الشرياني إلى الشريان الأبهر الصاعد والجذع الرئوي. تشكل البصلة القلبية قسمًا من البطينين. تتصل الجيوب الوريدية بالدوران الجنيني.
يمتد أنبوب القلب على الجانب الأيمن، ويلتف ويصبح أول علامة مرئية على عدم تناظر الجسم بين اليسار واليمين. يتشكل حاجز داخل الأذينين والبطينين ويفصل الجانبين الأيمن والأيسر من القلب.

## التطور الباكر
يُشتق القلب من خلايا الطبقة المنتشة في الأديم المتوسط الجنيني والتي تتمايز بعد تكون المعيدة إلى الظهارة المتوسطة والبطانة الغشائية والطبقة العضلية. يشكل التامور المتوسطي البطانة الخارجية للقلب. تتطور البطانة الداخلية للقلب، التي تشمل الشغاف والأوعية اللمفاوية والدموية، من البطانة الغشائية.

### الأنبوبان الشغافيان
في اللحمة المتوسطة للجنبة الحشوية على جانبي الصفيحة العصبية، تتطور منطقة على شكل حدوة حصان لتكون المنطقة المولدة للقلب. تتشكل هذه المنطقة من الخلايا العضلية القلبية وجزر الدم التي تعتبر طلائع لخلايا الدم والأوعية الدموية. بحلول اليوم التاسع عشر، يبدأ أنبوب شغافي بالتطور على كل جانب من جانبي المنطقة. ينمو هذان الأنبوبان وبحلول الأسبوع الثالث يتقاربان تجاه بعضهما البعض حتى يندمجا، ويشكلان أنبوبًا واحدًا وذلك عبر الموت الخلوي المبرمج، ويدعى القلب الأنبوبي.
تنمو المنطقة المولدة للقلب من اللحمة المتوسطة للجنبة الحشوية قحفيًا وإلى الوحشي من الصفيحة العصبية. في هذه المنطقة، تتشكل مجموعتان منفصلتان من الخلايا المولدة للأوعية على الجانبين وتتحدان لتشكلا الأنبوبين الشغافيين. مع استمرار الطي الجنيني، يُدفع الأنبوبان الشغافيان لداخل التجويف الصدري، حيث يبدآن بالالتحام، وتنتهي هذه العملية في اليوم الثاني والعشرين تقريبًا.
بعد 18 أو19 يومًا من الإخصاب، يبدأ تكون القلب. يعتبر هذا التطور المبكر أمرًا بالغ الأهمية في التطور الجنيني والنماء السابق للولادة. يعد القلب أول الأعضاء الوظيفية تطورًا ويبدأ بالنبض وضخ الدم في حوالي اليوم الثاني والعشرين. يبدأ القلب في النمو بالقرب من رأس الجنين في المنطقة المولدة للقلب. عقب تأشير الخلية، يبدأ تكون خيطين أو حبلين في المنطقة المولدة للقلب. مع تكون الحبلين، يتشكل تجويف داخلهما، وعند هذه النقطة، يشار إليهما باسم الأنبوبين الشغافيين. يتزامن تشكل الأنابيب مع تشكل مكونات رئيسية أخرى في القلب. يهاجر الأنبوبان معًا ويلتحمان ليشكلا أنبوب قلب بدائي وحيد يسمى القلب الأنبوبي ويشكل خمس مناطق مميزة بسرعة. تترتب هذه المناطق من الرأس إلى الذيل كالتالي: الجذع الشرياني، والبصلة القلبية، والبطين البدائي، والأذين البدائي، والجيوب الوريدية. في البداية، يتدفق الدم الوريدي كاملًا إلى الجيوب الوريدية، وتدفع التقلصات الدم من الذيل إلى الرأس، أو من الجيوب الوريدية إلى الجذع الشرياني. ينقسم الجذع الشرياني ليعطي الشريان الأبهر والشريان الرئوي. تتطور البصلة القلبية وتشكل البطين الأيمن؛ أما البطين البدائي يتحول إلى البطين الأيسر. يشكل الأذين البدائي الأجزاء الأمامية من الأذينتين اليمنى واليسرى وملحقاتهما، وتتطور الجيوب الوريدية لتشكل الجزء الخلفي من الأذينة اليمنى والعقدة الجيبية الأذينية والجيب التاجي.

### توضع الأنبوب القلبي
يقع الجزء المركزي من المنطقة المولدة للقلب أمام الغشاء الفموي البلعومي والصفيحة العصبية. يؤدي نمو الدماغ والطيات الرأسية إلى دفع الغشاء الفموي البلعومي إلى الأمام، في حين ينتقل القلب والتجويف التاموري إلى منطقة العنق أولًا ثم إلى داخل الصدر. يتسع الجزء المنحني من المنطقة التي تتخذ شكل حدوة حصان ليكون القمع البطيني المستقبلي ومناطق البطين، وذلك مع استمرار الأنبوب القلبي في التوسع. يبدأ الأنبوب بتلقي التصريف الوريدي في قطبه الذيلي ويضخ الدم من القوس الأبهري الأول إلى الشريان الأبهري الظهري عبر رأسه القطبي. في البداية، يبقى الأنبوب مرتبطًا بالجزء الظهري من الجوف التاموري بواسطة طية نسيجية من الأديم المتوسط تسمى الأديم المتوسط الظهري. يختفي هذا الأديم المتوسط ليشكل الجيبين التاموريين المعترض والمائل، رابطًا جانبي الجوف التاموري ببعضهما.
تثخن العضلية وتفرز طبقة سميكة من النسيج البيني خارج الخلوي تحتوي على حمض الهيالورونيك الذي يفصل البطانة الغشائية. بعد ذلك، تشكل الخلايا المتوسطية التامور وتهاجر لتشكل معظم النخاب. يتشكل الأنبوب القلبي من الشغاف، وهو البطانة الغشائية الداخلية للقلب، ومن جدار العضلة القلبية، وهو النخاب الذي يغطي الجزء الخارجي من الأنبوب.

## طية القلب
يستمر الأنبوب القلبي في التمدد وبحلول اليوم الثالث والعشرين يبدأ تطوق القلب في عملية تسمى التشكل الحيوي. ينحني الجزء الرأسي نحو الأمام باتجاه عقارب الساعة. يبدأ الجزء الأذيني في التحرك رأسيًا ثم ينتقل إلى اليسار من موضعه الأصلي. يقترب هذا الشكل المنحني من القلب وينتهي نموه في اليوم الثامن والعشرين. تشكل القناة الوصلين الأذيني والبطيني الذين يربطان الأذين المشترك والبطين المشترك في الجنين المبكر. تشكل البصلة الشريانية الجزء التربيقي من البطين الأيمن. يشكل المخروط الأقماع الدموية لكلي البطينين. يشكل الجذع الشرياني والجذور الجزء الداني من الشريانين الأبهر والرئوي. يُطلق على الوصل بين البطين والبصلة الشريانية اسم الفتحة البطينية الأولية. ينقسم الأنبوب إلى مناطق قلبية على طول محوره الرأسي الذنبي، وهي البطين البدائي، ويسمى البطين الأيسر البدائي، والبصلة الشريانية التربيقية الدانية، التي تسمى البطين الأيمن البدائي. لا يوجد حاجز في القلب في هذه المرحلة.

## حجرات القلب

### الجيب الوريدي
في منتصف الأسبوع الرابع، يتلقى الجيب الوريدي الدم الوريدي من قطبي الجيبين الأيمن والأيسر. يتلقى كل قطب الدم من ثلاثة أوردة رئيسية: الوريد المحي والوريد السري والوريد الرئيسي المشترك. تتحرك فتحة الجيب باتجاه عقارب الساعة. يعود السبب الرئيسي في هذه الحركة إلى تحويلة الدم من اليسار إلى اليمين، والتي تحدث في الجهاز الوريدي خلال الأسبوعين الرابع والخامس من التطور.
حين يختفي الوريد الرئيسي المشترك الأيسر في الأسبوع العاشر، يبقى الوريد المائل للأذينة اليسرى والجيب التاجي فقط. يتحد القطب الأيمن مع الأذينة اليمنى ويشكل القسم الجداري منها. يلتحم الصمامان الوريديان الأيمن والأيسر ويشكلان ذروة تعرف باسم الحاجز المهمازي. في البداية، يكون الصمامان هذان واسعين ومع مرور الوقت يلتحم الصمام الوريدي الأيسر والحاجز المهمازي مع الحاجز الأذيني النامي. يختفي الصمام الوريدي الأيمن العلوي، في حين يتطور الصمام الوريدي السلفي ويشكل الصمام السفلي للوريدين الأجوفين وصمام الجيب التاجي.

### جدار القلب
تتشكل الجدران الرئيسية للقلب بين اليومين 27 و37 من تطور الجنين المبكر. يبدأ التطور بكتلتين نسيجيتين تنموان بنشاط وتقتربان من بعضهما البعض حتى تندمجا وتنقسمان إلى قناتين منفصلتين. تتطور الكتلتان النسيجيتان اللتان تسميان وسادتي الشغاف إلى مناطق أذينية بطينية وأخرى جذعية مخروطية (conotruncal). في هذه الأماكن، تساعد الوسائد في تكون الحاجز الأذيني (atrial) والقنوات البطينية والصمامات الأذينية البطينية والقنوات الأبهرية والرئوية.

### الأذينتان
في نهاية الأسبوع الرابع، ينمو عرف يغادر الجزء الرأسي. يعتبر هذا العرف القسم الأول من الحاجز الأولي. يمتد طرفا الحاجز إلى داخل الوسادتين الشغافيتين في القناة الأذينية البطينية. تسمى الفتحة الواقعة بين الحافة السفلية للحاجز الأولي والوسادتين الشغافيتين الفوهة الأولية (الفتحة الأولى). تنمو امتدادات الوسادتين العلوية والسفلية على طول حافة الحاجز الأولي وتغلق الفوهة الأولية. يشكل التحام هذه الثقوب الفوهة الثانوية (الفتحة الثانية)، التي تسمح للدم بالتدفق بحرية من الأذينة اليمنى إلى اليسرى.
حين يتوسع القسم الأيمن من الأذينة بسبب اندماج قطب الجيب، تظهر طية جديدة تسمى الحاجز الثانوي. على جانبه الأيمن، يندمج مع الصمام الوريدي الأيسر والحاجز المهمازي. تظهر بعد ذلك فتحة حرة تدعى الثقبة البيضوية. تتحول بقايا الحاجز العلوي الأولي إلى صمامات الثقبة البيضوية. يتكون المجرى بين الحجرتين الأذينيتين من شق مائل طويل يتدفق الدم من خلاله من الأذينة اليمنى إلى الأذينة اليسرى.

### البطينان
في البداية، يتطور وريد رئوي وحيد على شكل انتفاخ في الجدار الخلفي للأذينة اليسرى. يتصل هذا الوريد لاحقًا بأوردة البرعمين الرئويين الناميين. مع استمرار النمو، يندمج الوريد الرئوي وفروعه في الأذينة اليسرى ويشكلان معًا الجدار الأملس للأذينة. تبقى الأذينة اليسرى الجنينية كزائدة أذينية يسرى تربيقية، وتبقى الأذينة اليمنى الجنينية بمثابة زائدة أذينية يمنى.

### تشكل حاجز القناة الأذينية البطينية
في نهاية الأسبوع الرابع، تظهر وسادتان شغافيتان أذينيتان بطينيتان. في البداية، تتيح القناة الأذينية البطينية الوصول إلى البطين الأيسر الأولي، وتفصلها عن البصلة الشريانية حافة البصلة البطينية. في الأسبوع الخامس، تنتهي النهاية الخلفية في القسم المتوسط من الوسادة الشغافية العلوية. لهذا السبب، يتمكن الدم من الوصول إلى البطينين الأوليين الأيسر والأيمن. نظرًا لأن الوسادتين الأمامية والخلفية تبرزان من الداخل، تندمجان لتشكلا فوهة أذينية بطينية يمنى ويسرى.

### الصمامات الأذينية البطينية
عند تكون الحاجز الأذيني، تبدأ الصمامات الأذينية البطينية في النمو. يبدأ نمو حاجز عضلي بين البطينين من البطين المشترك إلى الوسادتين الشغافيتين الأذينيتين البطينيتين. يبدأ الانقسام في البطين المشترك ويظهر ثلم في السطح الخارجي للقلب، وتختفي الثقبة بين البطينين في النهاية. مع نمو الحاجز العضلي بين البطينين يكتمل الانغلاق، بمساهمة من النسيج الجذعي العرفي القمعي وأحد المكونات الغشائية.